# 富山県立呉羽高等学校
富山県立呉羽高等学校（とやまけんりつくれはこうとうがっこう、英: Toyama Prefectural Kureha High School）は富山県富山市呉羽町に所在する公立高等学校 。

## 設置学科
- 普通科
  - 音楽コース

## 教育目標
英知を養い、進取の気象をはぐくむ
友情を重んじ、豊かな感性を養う
体力を培い、節度ある態度を育てる

## 沿革
- 1980年（昭和55年）6月30日 - 建設場所が決定する[3]。
- 1981年（昭和56年）12月17日 - 校舎建築起工式。
- 1982年（昭和57年）12月21日 - 高等学校設置条例の改正により校名を富山県立呉羽高等学校と決定。
- 1983年（昭和58年）
  - 4月1日 - 設立[1]。
  - 4月7日 - 開校式[1]、入学式 第1期生（男女270名）入学。
  - 10月12日 - 武道場完成。
  - 11月9日 - 校旗樹立。
- 1984年（昭和59年）
  - 3月28日 - 第3期工事校舎完成。
  - 10月1日 - 校歌制定。
- 1985年（昭和60年）2月27日 - 第4期工事校舎完成。
- 1986年（昭和61年）3月31日 - 中庭整備工事完成。
- 1987年（昭和62年）7月31日 - 第2体育館完成。
- 1988年（昭和63年）
  - 3月31日 - 本館ピロティ改修。
  - 12月16日 - 校舎増築工事完成。
- 1990年（平成2年）12月21日 - 第2体育館ピロティ改修。
- 1995年（平成7年）1月31日 - セミナーハウス「三陵会館」完成。
- 1998年（平成10年）6月30日 - 東側生徒出入口設置。
- 2001年（平成13年）3月9日 - トレーニングルーム完成。
- 2002年（平成14年）9月2日 - 多目的ホール・大練習室完成。
- 2009年（平成21年）11月30日 - グラウンド改修工事完成。

## 部活動
- 運動部 - バスケットボール（男・女）、サッカー（男・女）、野球、テニス（男・女）、陸上、バドミントン（男・女）、卓球、剣道、バレーボール、ソフトボール、ハンドボール
- 文化部 - 音楽、管弦楽、美術、書道、手芸調理、科学、茶道、放送・演劇、将棋、華道

## 主な行事関係
- 4月 エイプリルコンサート・入学式
- 6月 みなづきコンサート・体育大会
- 7月 終業式・夏季休業・共同宿泊学習
- 8月 夏季休業・定期演奏会・特別授業
- 9月 始業式・呉高芸術祭（+合唱コンクール）
- 10月 創校記念式典・創校記念コンサート・球技大会
- 11月 県高文祭
- 12月 公開レッスン・終業式・冬季休業
- 1月 始業式・がんばれコンサート
- 2月 卒業演奏会
- 3月 卒業式・終業式・「響」展

## アクセス
- あいの風とやま鉄道線呉羽駅から徒歩7分（富山県道44号富山高岡線沿いにある）
- 富山地方鉄道バス「呉羽」停留所 徒歩5分
- 射水市コミュニティバス　新湊・呉羽駅線「呉羽高校前」停留所 徒歩5分

## 出身者
- 杉原千尋 - フジテレビアナウンサー
- 中島真紀子 - 元北日本放送アナウンサー
- 大西蘭 ‐ フリーアナウンサー
- 岡村美南 - ミュージカル俳優（劇団四季所属）
- 西原孝至 ‐ 映画監督
- 梅村みずほ - 参議院議員
- 荻野友里 - 俳優